# Технологии борьбы со спамом
Технологии борьбы со спамом предназначены для предотвращения попадания нежелательной для пользователя информации (спама) в почтовые программы, программы обмена мгновенными сообщениями или на страницы, отображаемые в веб-браузере. Для этого могут применяться как аппаратные, так и программные средства и компоненты, как непосредственно на компьютере пользователя, так и в инфраструктуре провайдера Интернета, на серверах и маршрутизаторах.
Применяемые технологии для борьбы со спамом можно разделить на следующие категории, охватывающие широкий спектр конкретных методов фильтрации нежелательной информации:
- Методы, применяемые конечными пользователями, такие как антиспамовые фильтры в почтовых программах или специализированные программы защиты от спама
- Автоматизированные методы, применяемые администраторами почтовых серверов при приеме и отправке сообщений
- Технологии, применяемые специализированными компаниями и организациями, занимающимися борьбой со спамом
- Правовые меры и нормы, устанавливающие юридическую ответственность отправителей спама